# Aleksandr Sergeevič Obolenskij
Aleksandr Sergeevič Obolenskij (in russo Александр Сергеевич Оболенский?; Pietrogrado, 17 febbraio 1916 – Woodbridge, 29 marzo 1940) fu un rugbista a 15 internazionale inglese di origine russa.
Principe della casata ucraina dei Rjuriki, fu aviatore per la Royal Air Force britannica e giocatore di rugby a 15 per il Leicester; morì a causa di un incidente aereo all'età di 24 anni, nel 1940.
A lui è legata la prima vittoria dell'Inghilterra di rugby sugli All Blacks e in suo onore fu eretto un monumento a Ipswich.

## Biografia
Obolenskij nacque nel 1916 a Pietrogrado dal principe Sergej Obolenskij, ufficiale delle guardie zariste a cavallo, e da Luba Nariškin.
Nel 1917, nel pieno della rivoluzione russa, la famiglia Obolenskij lasciò il Paese per stabilirsi in Gran Bretagna, a Londra.
Aleksandr Obolenskij compì a Oxford gli studi universitari in scienze politiche, filosofia ed economia e, tra l'altro, si mise in luce come tre quarti ala nella squadra del college.
Dal 1934 al 1939 giocò per il Leicester e, avendo acquisito nel 1936 la cittadinanza britannica, divenne idoneo a giocare come internazionale.
La Rugby Football Union, vistolo all'opera, si adoperò per fargli avere il passaporto britannico in tempo per poter scendere in campo con la rappresentativa nazionale dell'Inghilterra per un test match contro la Nuova Zelanda a inizio 1936; nonostante la fresca cittadinanza, divenne celebre la sua risposta all'allora principe di Galles, futuro re Edoardo VIII, che il 4 gennaio 1936, poco prima dell'incontro, gli chiese a quale titolo rappresentasse l'Inghilterra: «Studio a Oxford, signore», questi ribatté.
Il principe, come veniva chiamato Obolenskij, realizzò due mete per la prima vittoria inglese sui neozelandesi, e impedì ai visitatori il Grande Slam nelle isole britanniche nel corso di quel tour; occorsero 37 anni prima che l'Inghilterra battesse di nuovo gli All Blacks.
Obolenskij, nel prosieguo dell'anno, disputò il resto dei suoi match in Nazionale, in occasione del Championship 1936, contro Galles, Irlanda e Scozia.
Allo scoppio della seconda guerra mondiale Obolenskij si arruolò in aeronautica e fu assegnato alla 54ª Squadriglia della RAF.
Il 29 marzo 1940, in manovra d'atterraggio sulla pista dell'aeroporto militare di Marlesham Heath (vicino a Woodbridge, Suffolk) al termine di un volo d'addestramento ai comandi di un Hawker Hurricane nell'Anglia orientale, il suo velivolo finì in un dirupo al termine della pista, procurandogli nell'urto la frattura delle vertebre del collo.
Le spoglie di Obolenskij riposano nel cimitero militare di Ipswich.
Nel febbraio 2008 la città di Ipswich diede vita a un progetto per erigere un monumento permanente alla memoria di Obolenskij, che fu ultimato e inaugurato nel 2009; a finanziare il progetto donazioni private, raccolte di fondi e anche il proprietario russo della squadra calcistica londinese del Chelsea Roman Abramovič.
Vladimir Nabokov, connazionale di Obolenskij e come lui esule della rivoluzione, incrociò in Inghilterra il giovane rugbista e ne descrisse le gesta; un suo breve ricordo finì in un saggio postumo dello scrittore, noto in italiano come Lezioni di letteratura russa (1981): «Diversi anni fa in Inghilterra, durante un incontro di rugby, vidi il magnifico Obolenskij calciare la palla in corsa e d'un tratto cambiare idea, tuffarsi in avanti e riprenderla con le mani…».